# Critias
Critias (Kritias) (c. 460-403 î. Hr.) a fost un om politic și scriitor atenian.

## Biografie
Critias aparține uneia din vechile familii aristocratice  ale Atenei (era înrudit cu Solon și Platon) și a avut ca dascăli pe Socrate, Gorgias și Protagoras. Orator de talent, violent și lipsit de scrupule, se afirmă în viața politică drept un dușman înverșunat al democrației și ca un convins filospartan. Stilul său oratoric, simplu și clar, era apreciat, printre alții, de Cicero. Autor de poeme elegiace - Politeiai (Formele de guvernare) și tragedii de reală valoare artistică (s-au păstrat fragmente din Sisif și Pirithoos), Critias este unul din principalele personaje ale dialogurilor lui Platon.

## Omul politic
În timpul scurtei răsturnări oligarhice  din anii 411-410 Critias evită să se angajeze politic, apoi pledează pentru rechemarea lui Alcibiade la Atena, fiind exilat în 406, după căderea în dizgrație a acestuia. După capitularea Atenei în Războiul peloponesiac, este unul din principalii autori ai instituirii Regimului oligarhic al celor 30 de tirani, impunându-se în scurt timp ca element extremist dominant și organizaor al unei sângeroase terori (printre cele 1500 de victime se numără și oligarhul moderat Teramene). Cade la Pireu (Munichia) în lupta împotriva democraților conduși de Trasibul.